# أرخبيل سولو
أرخبيل سولو (السولوية: Sūg، الملايوية: Kepulauan Sulu، الفلبينية: Kapuluan ng Sulu) هي سلسلة من الجزر تقع في المحيط الهادئ، في جنوب غرب الفلبين. يشكل الأرخبيل الحد الشمالي لبحر سيليبس والحد الجنوبي لبحر سولو. تقع جزر أرخبيل سولو ضمن مجموعة جزر مينداناو، وتتألف من مقاطعات باسيلان وسولو وتاوي تاوي.

## التضاريس
الأرخبيل ليس، كما يفترض في كثير من الأحيان، بقايا جسر بري بين بورنيو والفلبين. وبدلًا من ذلك، للحواف البحرية الصغيرة الناتجة عن الإمالة التكتونية لقاع البحر. باسيلان، جولو، وتاوي تاو وغيرها من الجزر في المجموعة هي مخاريط بركانية منقرضة ترتفع من أقصى الحافة الجنوبية. ولتاوي تاوي وهي الجزيرة الواقعة في أقصى جنوب المجموعة، نواة معقدة من الطابق السفلي مع غطاء من الحجر الجيري. سلسلة الجزر هذه هي طريق هجرة مهم للطيور.
وأكبر البلديات في المنطقة هي في جزيرة جولو. وكانت جزيرة بالاوان الأكبر في شمالها، والمناطق الساحلية لشبه جزيرة زامبوانجا الممتدة غربا من مينداناو، والجزء الشمالي الشرقي من جزيرة بورنيو أجزاء من سلطنة سولك الثالاسوقراطية.
الأرخبيل هو موطن شعب تاوسوغ الأصليين ؛ ومجموعة مختلفة من شعب الباجاو ؛ وشعب ياكان ذوي الصلة ؛ وشعب جامع مابون. وتتحدث اللغة السولوية على نطاق واسع في أرخبيل سولو كلغة أولى ولغة ثانية في جميع أنحاء هذه الجزر. وتتحدث لغة ياكان بشكل رئيسي في جزيرة باسيلان. وتتسحدث العديد من لهجات السناما تتحدث مختلف أنحاء الأرخبيل، من مجموعة جزيرة تاوي تاوي، إلى مجموعة جزيرة مابون، إلى سواحل مينداناو.

## التاريخ
كان أرخبيل سولو في السابق جزءًا من مملكة ماجاباهيت، وذًكر في تأبين جاواني القديم في ناغاراكريتاغاما باسم سولوت. بعد ذلك، أصبحت جزءا من الإمبراطورية البرونية قبل أن تحصل على استقلالها في 1578.
ثم أصبحت المنطقة جزءا من سلطنة سولك المستقلة، التي تأسست في عام 1405. ومع وصول القوى الغربية في وقت لاحق بدأت الحرب عندما بدأ الإسبان ضم الأرخبيل إلى جزر الهند الشرقية الإسبانية. وقد انطلقت عدة حملات عسكرية إسبانية على السلطنة على مدى قرون من الفترة الاستعمارية في الفلبين (1565-1946). ثم واصل تمرد شعب مورو (1899-1913) الصراع، ضد الاحتلال الأمريكي في مناطق شعب مورو في الأرخبيل وجنوب غرب الفلبين.